# Кійовець-Кольонія
Кійовець-Кольонія (пол. Kijowiec-Kolonia) — село в Польщі, у гміні Залесе Більського повіту Люблінського воєводства.
Населення — 138 осіб (2011).
У 1975-1998 роках село належало до Білопідляського воєводства.

## Демографія
Демографічна структура станом на 31 березня 2011 року:
|          | Загалом | Допрацездатний вік | Працездатний вік | Постпрацездатний вік |
| -------- | ------- | ------------------ | ---------------- | -------------------- |
| Чоловіки | 71      | 17                 | 47               | 7                    |
| Жінки    | 67      | 10                 | 34               | 23                   |
| Разом    | 138     | 27                 | 81               | 30                   |